# Cefamicin
Cefamicin su skupina beta-laktamskih antibiotika, koji se zajedno s cefalosporinima čine skupinu cefema, zbog zajedničke cefemske jezgre. U nekim klasifikacijama cefamicini se klasificiraju kao cefalosporini.
Neki cefamicini proizvod su roda bakterija Streptomyces (cefotetan, cefoksitin), a neki su dobiveni sintetskim putem (latamoksef).